# Faza eliminatorie a Ligii Campionilor 2014-2015
Faza eliminatorie a Ligii Campionilor 2014-2015 a început pe 17 februarie 2015 și s-a terminat pe 6 iunie 2015. Finala a avut loc pe Olympiastadion din Berlin, Germania. Un total de 16 echipe au jucat în faza eliminatorie.
Meciurile care s-au jucat până în 28 martie 2015 (optimile de finală) sunt pe fusul orar CET (UTC+1), iar celelalte (sferturile, semifinalele și finala) au fost pe fusul orar CEST (UTC+2).

## Tragerile la sorți
Toate tragerile la sorți au avut loc la sediul UEFA din Nyon, Elveția.
| Fază       | Tragerea la sorți            | Prima manșă                               | Manșa secundă                             |
| ---------- | ---------------------------- | ----------------------------------------- | ----------------------------------------- |
| Optimi     | 15 decembrie 2014, ora 12:00 | 17–18 & 24–25 februarie 2015              | 10–11 & 17–18 martie 2015                 |
| Sferturi   | 20 martie 2015               | 14–15 aprilie 2015                        | 21–22 aprilie 2015                        |
| Semifinale | 24 aprilie 2015              | 5–6 mai 2015                              | 12–13 mai 2015                            |
| Finala     | 24 aprilie 2015              | 6 iunie 2015 pe Olympiastadion din Berlin | 6 iunie 2015 pe Olympiastadion din Berlin |

## Format
Echipele care au luat parte la faza eliminatorie sunt echipele care au terminat pe locurile 1 și 2 în faza grupelor.
În faza eliminatorie, echipele au jucat una contra celeilalte în două manșe, acasă și în deplasare, excepție a făcut doar finala. Echipa care a înscris mai multe goluri la general a mergs mai departe. Dacă scorul la general a fost egal, s-a aplicat regula golului marcat în deplasare (echipa care înscria mai multe goluri în deplasare câștiga). Dacă și la acest capitol era egalitate, urmau să se joace treizeci de minute de prelungiri. Se aplica aceeași regulă și aici. Dacă nu s-ar fi marcat niciun gol, manșa urma să se decidă la loviturile de departajare. În finală, s-au aplicat aceleași reguli.
Mecanismul de tragere la sorți a fost următorul:
- În optimile de finală, echipele de pe locul 1 au fost capii de serie. Acestea au jucat cu echipele care au terminat grupa pe locul 2, iar capii de serie au jucat a doua manșă pe teren propriu. Echipele care au fost în aceeași grupă sau care făceau parte din aceeași asociație fotbalistică nu puteau juca una împotriva celeilalte.
- Odată cu sferturile, semifinalele și finala, nu au mai existat restricții, iar echipele care au fost în aceeași grupă sau care făceau parte din aceeași asociație fotbalistică puteau juca una împotriva celeilalte.

## Echipele calificate
| Legendă                                 |
| --------------------------------------- |
| Capi de serie pentru optimile de finală |
| Outsideri pentru optimile de finală     |

| Grupă | Locul 1           | Locul 2             |
| ----- | ----------------- | ------------------- |
| A     | Atlético Madrid   | Juventus            |
| B     | Real Madrid       | Basel               |
| C     | Monaco            | Bayer Leverkusen    |
| D     | Borussia Dortmund | Arsenal             |
| E     | Bayern München    | Manchester City     |
| F     | Barcelona         | Paris Saint-Germain |
| G     | Chelsea           | Schalke 04          |
| H     | Porto             | Șahtior Donețk      |

## Tabel
|  | Optimi                         | Optimi         | Optimi | Optimi |   |                     | Sferturi | Sferturi | Sferturi | Sferturi |  |           | Semifinale | Semifinale | Semifinale | Semifinale |          |   | Finala | Finala |
|  |                                |                |        |        |   |                     |          |          |          |          |  |           |            |            |            |            |          |   |        |        |
|  | Juventus                       | 2              | 3      | 5      |   |                     |          |          |          |          |  |           |            |            |            |            |          |   |        |        |
|  | Borussia Dortmund              | 1              | 0      | 1      |   |                     |          |          |          |          |  |           |            |            |            |            |          |   |        |        |
|  | Borussia Dortmund              | 1              | 0      | 1      |   | Juventus            | 1        | 0        | 1        |          |  |           |            |            |            |            |          |   |        |        |
|  |                                |                |        |        |   | Juventus            | 1        | 0        | 1        |          |  |           |            |            |            |            |          |   |        |        |
|  |                                | Monaco         | 0      | 0      | 0 |                     |          |          |          |          |  |           |            |            |            |            |          |   |        |        |
|  | Arsenal                        | Monaco         | 0      | 0      | 0 | 1                   | 2        | 3        |          |          |  |           |            |            |            |            |          |   |        |        |
|  | Arsenal                        |                |        |        |   | 1                   | 2        | 3        |          |          |  |           |            |            |            |            |          |   |        |        |
|  | Monaco (gd)                    | 3              | 0      | 3      |   |                     |          |          |          |          |  |           |            |            |            |            |          |   |        |        |
|  | Monaco (gd)                    | 3              | 0      | 3      |   |                     |          |          |          |          |  | Juventus  | 2          | 1          | 3          |            |          |   |        |        |
|  |                                |                |        |        |   |                     |          |          |          |          |  | Juventus  | 2          | 1          | 3          |            |          |   |        |        |
|  |                                | Real Madrid    | 1      | 1      | 2 |                     |          |          |          |          |  |           |            |            |            |            |          |   |        |        |
|  | Bayer Leverkusen               | Real Madrid    | 1      | 1      | 2 | 1                   | 0        | 1 (2)    |          |          |  |           |            |            |            |            |          |   |        |        |
|  | Bayer Leverkusen               |                |        |        |   | 1                   | 0        | 1 (2)    |          |          |  |           |            |            |            |            |          |   |        |        |
|  | Atlético Madrid (p)            | 0              | 1      | 1 (3)  |   |                     |          |          |          |          |  |           |            |            |            |            |          |   |        |        |
|  | Atlético Madrid (p)            | 0              | 1      | 1 (3)  |   | Atlético Madrid     | 0        | 0        | 0        |          |  |           |            |            |            |            |          |   |        |        |
|  |                                |                |        |        |   | Atlético Madrid     | 0        | 0        | 0        |          |  |           |            |            |            |            |          |   |        |        |
|  |                                | Real Madrid    | 0      | 1      | 1 |                     |          |          |          |          |  |           |            |            |            |            |          |   |        |        |
|  | Schalke 04                     | Real Madrid    | 0      | 1      | 1 | 0                   | 4        | 4        |          |          |  |           |            |            |            |            |          |   |        |        |
|  | Schalke 04                     |                |        |        |   | 0                   | 4        | 4        |          |          |  |           |            |            |            |            |          |   |        |        |
|  | Real Madrid                    | 2              | 3      | 5      |   |                     |          |          |          |          |  |           |            |            |            |            |          |   |        |        |
|  | Real Madrid                    | 2              | 3      | 5      |   |                     |          |          |          |          |  |           |            |            |            |            | Juventus | 1 |        |        |
|  |                                |                |        |        |   |                     |          |          |          |          |  |           |            |            |            |            |          | 1 |        |        |
|  |                                | Barcelona      | 3      |        |   |                     |          |          |          |          |  |           |            |            |            |            |          |   |        |        |
|  | Paris Saint-Germain (d.p.; gd) | Barcelona      | 3      | 1      | 2 | 3                   |          |          |          |          |  |           |            |            |            |            |          |   |        |        |
|  | Paris Saint-Germain (d.p.; gd) |                |        | 1      | 2 | 3                   |          |          |          |          |  |           |            |            |            |            |          |   |        |        |
|  | Chelsea                        | 1              | 2      | 3      |   |                     |          |          |          |          |  |           |            |            |            |            |          |   |        |        |
|  | Chelsea                        | 1              | 2      | 3      |   | Paris Saint-Germain | 1        | 0        | 1        |          |  |           |            |            |            |            |          |   |        |        |
|  |                                |                |        |        |   | Paris Saint-Germain | 1        | 0        | 1        |          |  |           |            |            |            |            |          |   |        |        |
|  |                                | Barcelona      | 3      | 2      | 5 |                     |          |          |          |          |  |           |            |            |            |            |          |   |        |        |
|  | Manchester City                | Barcelona      | 3      | 2      | 5 | 1                   | 0        | 1        |          |          |  |           |            |            |            |            |          |   |        |        |
|  | Manchester City                |                |        |        |   | 1                   | 0        | 1        |          |          |  |           |            |            |            |            |          |   |        |        |
|  | Barcelona                      | 2              | 1      | 3      |   |                     |          |          |          |          |  |           |            |            |            |            |          |   |        |        |
|  | Barcelona                      | 2              | 1      | 3      |   |                     |          |          |          |          |  | Barcelona | 3          | 2          | 5          |            |          |   |        |        |
|  |                                |                |        |        |   |                     |          |          |          |          |  | Barcelona | 3          | 2          | 5          |            |          |   |        |        |
|  |                                | Bayern München | 0      | 3      | 3 |                     |          |          |          |          |  |           |            |            |            |            |          |   |        |        |
|  | Basel                          | Bayern München | 0      | 3      | 3 | 1                   | 0        | 1        |          |          |  |           |            |            |            |            |          |   |        |        |
|  | Basel                          |                |        |        |   | 1                   | 0        | 1        |          |          |  |           |            |            |            |            |          |   |        |        |
|  | Porto                          | 1              | 4      | 5      |   |                     |          |          |          |          |  |           |            |            |            |            |          |   |        |        |
|  | Porto                          | 1              | 4      | 5      |   | Porto               | 3        | 1        | 4        |          |  |           |            |            |            |            |          |   |        |        |
|  |                                |                |        |        |   | Porto               | 3        | 1        | 4        |          |  |           |            |            |            |            |          |   |        |        |
|  |                                | Bayern München | 1      | 6      | 7 |                     |          |          |          |          |  |           |            |            |            |            |          |   |        |        |
|  | Șahtior Donețk                 | Bayern München | 1      | 6      | 7 | 0                   | 0        | 0        |          |          |  |           |            |            |            |            |          |   |        |        |
|  | Șahtior Donețk                 |                |        |        |   | 0                   | 0        | 0        |          |          |  |           |            |            |            |            |          |   |        |        |
|  | Bayern München                 | 0              | 7      | 7      |   |                     |          |          |          |          |  |           |            |            |            |            |          |   |        |        |

## Optimile de finală
Tragerea la sorți a avut loc pe 15 decembrie 2015. Prima manșă s-a jucat pe 17, 18, 24 și 25 februarie, iar manșa secundă pe 10, 11, 17 și 18 martie 2015.
| Echipa 1            | Scor gen.   | Echipa 2          | Tur | Retur    |
| ------------------- | ----------- | ----------------- | --- | -------- |
| Paris Saint-Germain | 3–3 (gd)    | Chelsea           | 1–1 | 2–2 d.p. |
| Manchester City     | 1–3         | Barcelona         | 1–2 | 0–1      |
| Bayer Leverkusen    | 1–1 (2–3 p) | Atlético Madrid   | 1–0 | 0–1 d.p. |
| Juventus            | 5–1         | Borussia Dortmund | 2–1 | 3–0      |
| Schalke 04          | 4–5         | Real Madrid       | 0–2 | 4–3      |
| Șahtior Donețk      | 0–7         | Bayern München    | 0–0 | 0–7      |
| Arsenal             | 3–3 (gd)    | Monaco            | 1–3 | 2–0      |
| Basel               | 1–5         | Porto             | 1–1 | 0–4      |

### Prima manșă
| Paris Saint-Germain | 1–1    | Chelsea      |
| ------------------- | ------ | ------------ |
| Cavani 54'          | Report | Ivanović 36' |

| Șahtior Donețk | 0–0    | Bayern München |
| -------------- | ------ | -------------- |
|                | Report |                |

| Schalke 04 | 0–2    | Real Madrid             |
| ---------- | ------ | ----------------------- |
|            | Report | Ronaldo 26' Marcelo 79' |

| Basel        | 1–1    | Porto             |
| ------------ | ------ | ----------------- |
| González 11' | Report | Danilo 79' (pen.) |

| Manchester City | 1–2    | Barcelona       |
| --------------- | ------ | --------------- |
| Agüero 69'      | Report | Suárez 16', 30' |

| Juventus             | 2–1    | Borussia Dortmund |
| -------------------- | ------ | ----------------- |
| Tevez 13' Morata 43' | Report | Reus 18'          |

| Bayer Leverkusen | 1–0    | Atlético Madrid |
| ---------------- | ------ | --------------- |
| Çalhanoğlu 57'   | Report |                 |

| Arsenal                  | 1–3    | Monaco                                             |
| ------------------------ | ------ | -------------------------------------------------- |
| Oxlade-Chamberlain 90+1' | Report | Kondogbia 38' Berbatov 53' Ferreira Carrasco 90+4' |

Note
1. ^ Șahtior Donețk își va juca meciurile considerate pe teren propriu pe Arena Liov din Liov, în loc de Donbass Arena din Donețk, din cauza conflictelor din estul Ucrainei.

### Manșa secundă
| Real Madrid                  | 3–4    | Schalke 04                            |
| ---------------------------- | ------ | ------------------------------------- |
| Ronaldo 25', 45' Benzema 53' | Report | Fuchs 20' Huntelaar 40', 84' Sané 57' |

Real Madrid a câștigat la general cu 5–4.
| Porto                                              | 4–0    | Basel |
| -------------------------------------------------- | ------ | ----- |
| Brahimi 14' Herrera 47' Casemiro 56' Aboubakar 76' | Report |       |

Porto a câștigat la general cu 5–1.
| Chelsea                      | 2–2 (d.p.) | Paris Saint-Germain              |
| ---------------------------- | ---------- | -------------------------------- |
| Cahill 81' Hazard 96' (pen.) | Report     | David Luiz 86' Thiago Silva 114' |

3–3 la general. Paris Saint-Germain a câștigat datorită golurilor din deplasare.
| Bayern München                                                                       | 7–0    | Șahtior Donețk |
| ------------------------------------------------------------------------------------ | ------ | -------------- |
| Müller 4' (pen.), 52' Boateng 34' Ribéry 50' Badstuber 63' Lewandowski 75' Götze 88' | Report |                |

Bayern München a câștigat la general cu 7–0.
| Atlético Madrid                                | 1–0 (d.p.) | Bayer Leverkusen                                 |
| ---------------------------------------------- | ---------- | ------------------------------------------------ |
| M. Suárez 27'                                  | Report     |                                                  |
| García · Griezmann · M. Suárez · Koke · Torres | 3–2        | Çalhanoğlu · Rolfes · Toprak · Castro · Kießling |

1–1 la general. Atlético Madrid a câștigat după loviturile de departajare.
| Monaco | 0–2    | Arsenal               |
| ------ | ------ | --------------------- |
|        | Report | Giroud 36' Ramsey 79' |

3–3 la general. Monaco a câștigat datorită golurilor din deplasare.
| Barcelona   | 1–0    | Manchester City |
| ----------- | ------ | --------------- |
| Rakitić 31' | Report |                 |

Barcelona a câștigat la general cu 3–1.
| Borussia Dortmund | 0–3    | Juventus                 |
| ----------------- | ------ | ------------------------ |
|                   | Report | Tevez 3', 79' Morata 70' |

Juventus a câștigat la general cu 5–1.

## Sferturile de finală
Tragerea la sorți a avut loc pe 20 martie 2015. Prima manșă s-a jucat pe 14 și 15 aprilie, iar manșa secundă pe 21 și 22 aprilie 2015.
| Echipa 1            | Scor gen. | Echipa 2       | Tur | Retur |
| ------------------- | --------- | -------------- | --- | ----- |
| Paris Saint-Germain | 1–5       | Barcelona      | 1–3 | 0–2   |
| Atlético Madrid     | 0–1       | Real Madrid    | 0–0 | 0–1   |
| Porto               | 4–7       | Bayern München | 3–1 | 1–6   |
| Juventus            | 1–0       | Monaco         | 1–0 | 0–0   |

### Prima manșă
| Atlético Madrid | 0–0    | Real Madrid |
| --------------- | ------ | ----------- |
|                 | Report |             |

| Juventus         | 1–0    | Monaco |
| ---------------- | ------ | ------ |
| Vidal 57' (pen.) | Report |        |

| Paris Saint-Germain | 1–3    | Barcelona                  |
| ------------------- | ------ | -------------------------- |
| Mathieu 82' (aut.)  | Report | Neymar 18' Suárez 67', 79' |

| Porto                                | 3–1    | Bayern München |
| ------------------------------------ | ------ | -------------- |
| Quaresma 3' (pen.), 10' Martínez 65' | Report | Thiago 28'     |

### Manșa secundă
| Barcelona       | 2–0    | Paris Saint-Germain |
| --------------- | ------ | ------------------- |
| Neymar 14', 34' | Report |                     |

Barcelona a câștigat la general cu 5–1.
| Bayern München                                                    | 6–1    | Porto        |
| ----------------------------------------------------------------- | ------ | ------------ |
| Thiago 14' Boateng 22' Lewandowski 27', 40' Müller 36' Alonso 88' | Report | Martínez 73' |

Bayern München a câștigat la general cu 7–4.
| Real Madrid   | 1–0    | Atlético Madrid |
| ------------- | ------ | --------------- |
| Hernández 88' | Report |                 |

Real Madrid a câștigat la general cu 1–0.
| Monaco | 0–0    | Juventus |
| ------ | ------ | -------- |
|        | Report |          |

Juventus a câștigat la general cu 1–0.

## Semifinale
Tragerea la sorți a avut loc pe 24 aprilie 2015. Prima manșă s-a jucat pe 5 și 6 mai, iar manșa secundă pe 12 și 13 mai 2015.
| Echipa 1  | Scor gen. | Echipa 2       | Tur | Retur  |
| --------- | --------- | -------------- | --- | ------ |
| Barcelona | 5–3       | Bayern München | 3–0 | 2–3    |
| Juventus  | SF2       | Real Madrid    | 2–1 | 13 mai |

### Prima manșă
| Juventus                   | 2–1    | Real Madrid |
| -------------------------- | ------ | ----------- |
| Morata 8' Tevez 58' (pen.) | Report | Ronaldo 27' |

| Barcelona               | 3–0    | Bayern München |
| ----------------------- | ------ | -------------- |
| Messi 77,81' Neymar 94' | Report |                |

### Manșa secundă
| Bayern München                        | 3–2    | Barcelona       |
| ------------------------------------- | ------ | --------------- |
| Benatia 7' Lewandowski 59' Müller 74' | Report | Neymar 15', 29' |

Barcelona a câștigat la general cu 5–3.
| Real Madrid        | 1–1    | Juventus   |
| ------------------ | ------ | ---------- |
| Ronaldo 23' (pen.) | Report | Morata 57' |

Juventus a câștigat la general cu 3–2.

## Finala
Finala s-a jucat în data de 6 iunie 2015, pe Olympiastadion din Berlin, Germania. Echipa care a jucat "acasă" (din motive administrative) a fost determinată de o tragere la sorți adițională, care a avut loc după cea pentru semifinale.
| Juventus   | 1–3    | Barcelona                          |
| ---------- | ------ | ---------------------------------- |
| Morata 55' | Report | Rakitić 4' Suárez 69' Neymar 90+7' |